# Chiesa di Nostra Signora dei Naviganti
La chiesa di Nostra Signora dei Naviganti (Igreja de Nossa Senhora dos Navegantes in portoghese) è una chiesa cattolica della città di Porto Alegre in Brasile.

## Storia
La chiesa venne solennemente inaugurata il 23 marzo 1913.

## Descrizione
L'edificio presenta uno stile neogotico e una pianta a tre navate. Al di sopra del portale d'ingresso figura un bassorilievo raffigurante la Vergine nell'atto di salvare dei naufraghi.